# Rue du Cardinal-Mercier
La rue du Cardinal-Mercier, dénommée rue Nouvelle de 1879 à 1926, est une voie, se terminant en impasse, dans le 9e arrondissement de Paris, en France.

## Situation et accès
La rue du Cardinal-Mercier est une voie publique située dans le 9e arrondissement de Paris. Elle débute au 56, rue de Clichy et se termine en impasse.

## Origine du nom

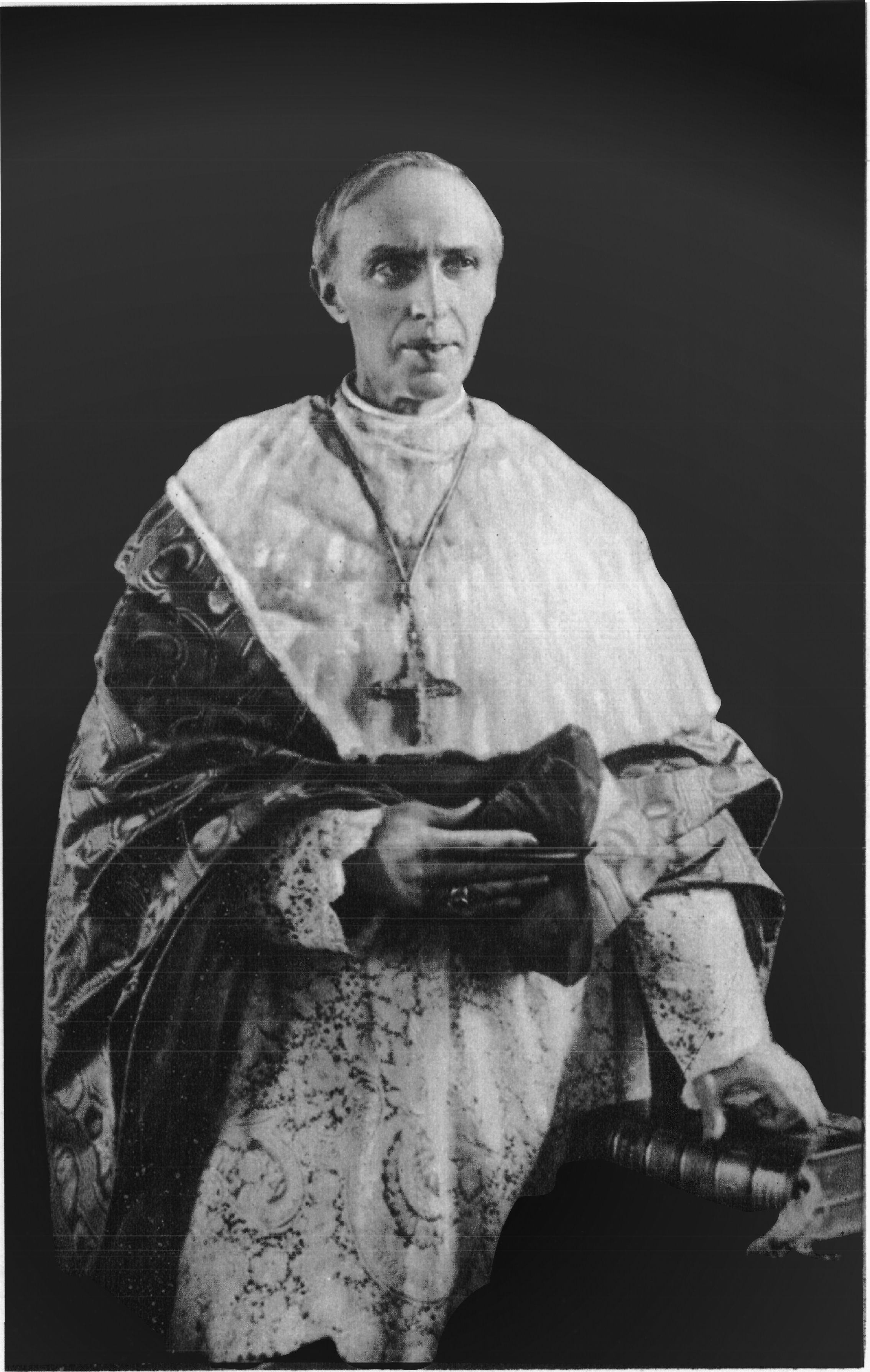
Le cardinal Mercier.

Elle porte le nom de Joseph Mercier (1851-1926), cardinal belge, archevêque de Malines.
Il existe une rue du même nom à Bruxelles.

## Historique

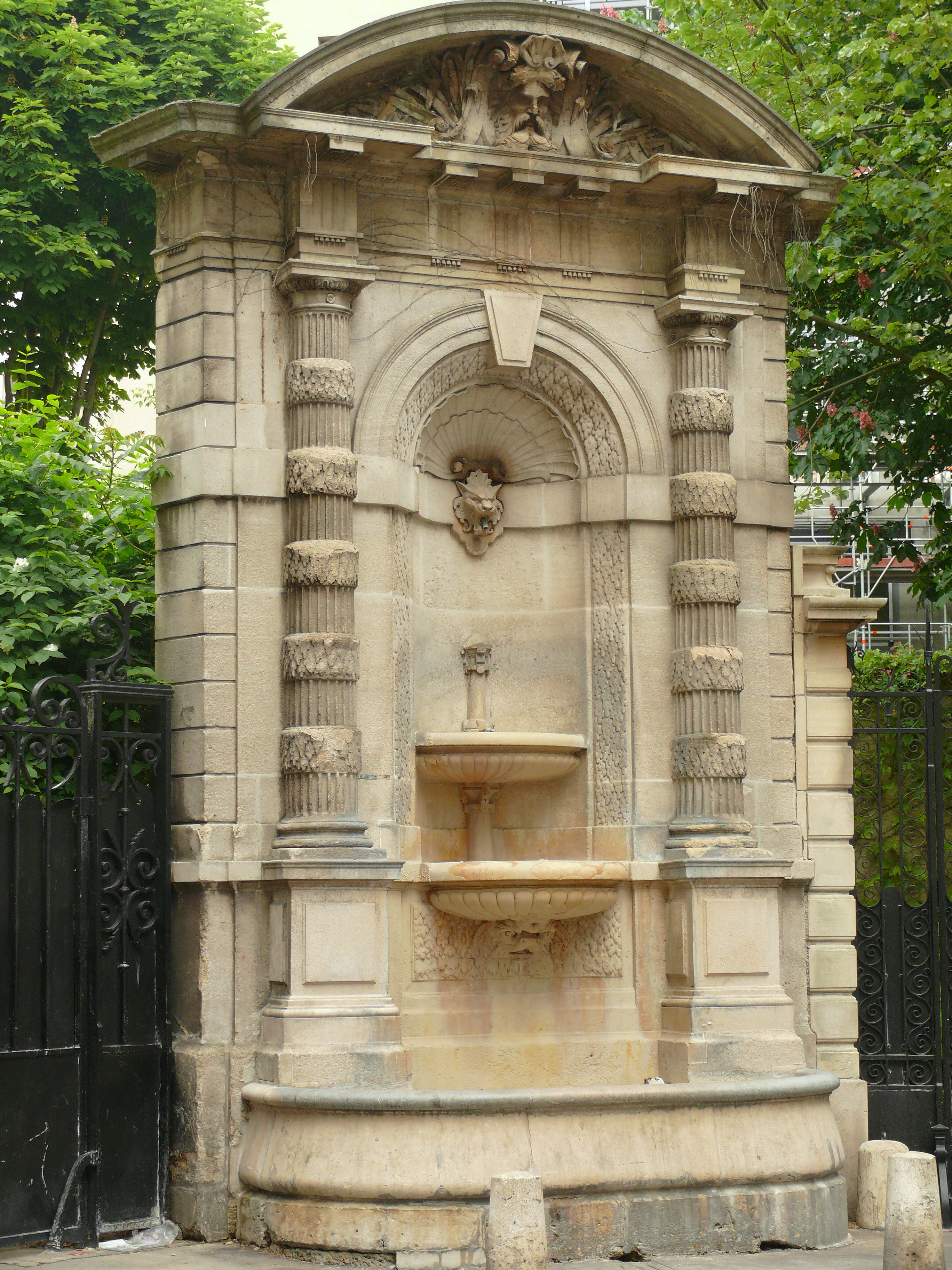
Fontaine à l'extrémité de la rue.

La rue a été ouverte en 1879 à l'emplacement de l'ancien hôtel du baron Saillard, devenu en 1826 la prison pour dettes, dite de Clichy. La prison avait été supprimée en 1867 au moment de l'abolition de la contrainte par corps, puis démolie. La rue prend alors le nom de  rue Nouvelle » avant de prendre sa dénomination actuelle en 1926.
Les immeubles de part et d'autre de l'entrée de la rue ont été construits par l'architecte Jacques Drevet.

## Bâtiments remarquables et lieux de mémoire
- No 11 : hôtel construit par Jacques Drevet.
- No 12 : hôtel Judic ; hôtel particulier élevé en 1883 par l'architecte Jacques Drevet pour la chanteuse et actrice Anna Judic[3].